# Czubaty Groń
Czubaty Groń – wychodnia skalna na północno-zachodnich, opadających do doliny Kamienicy zboczach Przysłopu w Gorcach. Zbudowana jest z odpornych na wietrzenie piaskowców i zlepieńców. Znajduje się w lesie, tuż powyżej szlaku turystyki konnej i narciarskiej z Trusiówki na polanę Jaworzyna Kamienicka, pomiędzy dwoma niewielkimi potokami uchodzącymi do Kamienicy.
Czubaty Groń znajduje się na obszarze Gorczańskiego Parku Narodowego, w obrębie wsi Zasadne w województwie małopolskim, w powiecie limanowskim, w gminie Szczawa.